# Яркеевский сельсовет
Яркеевский сельсовет  — муниципальное образование в Илишевском районе Башкортостана.

## История
Согласно «Закону о границах, статусе и административных центрах муниципальных образований в Республике Башкортостан» имеет статус сельского поселения.

## Население
| 2002  | 2009    | 2010  | 2012  | 2013  | 2014  | 2015  |
| ----- | ------- | ----- | ----- | ----- | ----- | ----- |
| 9339  | ↗10 309 | ↘9710 | ↘9637 | ↘9607 | ↗9689 | ↘9555 |
| 2016  | 2017    | 2018  |       |       |       |       |
| ↘9481 | ↘9384   | ↘9331 |       |       |       |       |

## Состав сельского поселения
| № | Населённый пункт | Тип населённого пункта       | Население |
| - | ---------------- | ---------------------------- | --------- |
| 1 | Верхнеяркеево    | село, административный центр | ↘9317     |